# Crossandrella
- Commons
- Wikispecies

Crossandrella C.B.Clarke, segundo o Sistema APG II, é um gênero botânico da família Acanthaceae, natural da África.

## Espécies
O gênero apresenta três espécies:
- Crossandrella adamii
- Crossandrella dusenii
- Crossandrella laxispicata
- «Lista das espécies»

## Nome e referências
Crossandrella C.B.Clarke, 1906

## Classificação do gênero
| Sistema | Classificação                       | Referência            |
| ------- | ----------------------------------- | --------------------- |
| APG II  | Ordem Lamiales, família Acanthaceae | APweb, versão 9, 2008 |